# 27-й саміт G8

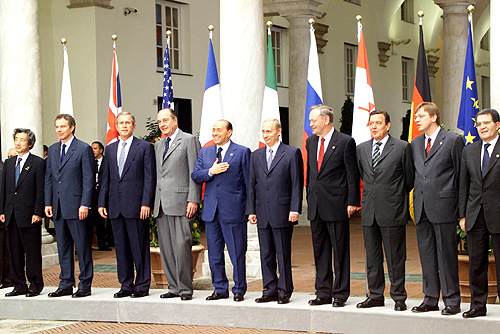

27-й саміт Великої вісімки — зустріч на вищому рівні керівників держав Великої вісімки, проходив 20-22 липня 2001 року в місті Генуя (Італія). На саміті розглядались питання забезпечення сталого розвитку людства в умовах глобалізації, боротьби з бідністю та подолання розриву між високорозвиненими сдержавами і державами, що розвиваються.

## Учасники
| Core G7 members   |                   |                    |                 |
| Учасник           | Учасник           | Представляє        | Посада          |
| Канада            | Канада            | Жан Кретьєн        | Прем'єр-міністр |
| Франція           | Франція           | Жак Ширак          | Президент       |
| Німеччина         | Німеччина         | Герхард Шредер     | Канцлер         |
| Італія            | Італія            | Сільвіо Берлусконі | Прем'єр-міністр |
| Японія            | Японія            | Коїдзумі Дзюнітіро | Прем'єр-міністр |
| Велика Британія   | Велика Британія   | Тоні Блер          | Прем'єр-міністр |
| США               | США               | Джордж Вокер Буш   | Президент       |
| Європейський Союз | Європейський Союз | Романо Проді       | Президент ЄС    |
| Росія             | Росія             | Володимир Путін    | Президент       |

## Рішення саміту
Спільно з ООН оголошено про заснування Глобального фонду по боротьбі з ВІЛ/СНІД, туберкульозом та малярією. Прийнято рішення про додаткові заходи з відкриття національних ринків держав «вісімки» для товарів з країн, що розвиваються.